# Remco Campert
Remco Campert (L'Aia, 28 luglio 1929 – Amsterdam, 4 luglio 2022) è stato uno scrittore e poeta olandese.

## Biografia
Remco Wouter Campert è nato a L'Aia nel 1929 dal poeta Jan Campert e dall'attrice Joekie Broedelet. I genitori si separarono quando aveva tre anni e suo padre morì nel 1943 nel Campo di concentramento di Neuengamme. Dopo la guerra, Remco e la madre si trasferirono ad Amsterdam.
Là si iscrisse al liceo e cominciò a pubblicare articoli e vignette sul giornale della scuola. Col passare degli anni divenne molto appassionato di cinema e musica jazz, passatempi che gli fecero trascurare sempre di più la scuola fino al punto da abbandonarla. Nel maggio del 1950 fondò insieme al compagno di scuola Rudy Kousbroek la rivista Braak. Per guadagnarsi da vivere, Campert cominciò a scrivere testi pubblicitari e a tradurre opere letterarie straniere.
Fu soltanto alla fine degli anni '70 che iniziò a dedicarsi a tempo pieno alla scrittura, di romanzi, poesie e opere teatrali.
Insieme all'amico e collega Jan Mulder ha tenuto, dal 1995 al 2006, una rubrica sul quotidiano olandese de Volkskrant.

## Opere tradotte in italiano
- 1961 - Het leven is vurrukkulluk (Festa d'estate, Elliot Edizioni, 2012)
- 2007 - Dagboek van een poes (Diario di un gatto, Elliot Edizioni, 2011)